# Liste der Baudenkmäler in Höfen
Die Liste der Baudenkmäler in Höfen enthält die denkmalgeschützten Bauwerke auf dem Gebiet von Monschau-Höfen (Monschau) in Nordrhein-Westfalen. Diese Baudenkmäler sind in der Denkmalliste der Stadt Monschau eingetragen; Grundlage für die Aufnahme ist das Denkmalschutzgesetz Nordrhein-Westfalen (DSchG NRW).

Zu Höfen zählen auch die Baudenkmäler des Ortsteils Alzen
| Bild                                                           | Bezeichnung                                                    | Lage                                           | Beschreibung | Bauzeit | Eingetragen seit | Denkmal- nummer |
| -------------------------------------------------------------- | -------------------------------------------------------------- | ---------------------------------------------- | --- | ------- | ---------------- | --------------- |
| Gebäude                                                        | Gebäude                                                        | Höfen Am Grindel 1 Karte                       | |         |                  | 288             |
| Gebäude                                                        | Gebäude                                                        | Höfen Bendweg 3 Karte                          | |         |                  | 336             |
| Pastorat                                                       | Pastorat                                                       | Höfen Hauptstraße 46 Karte                     | |         |                  | 357             |
| Holzkreuz neben Kirche                                         | Holzkreuz neben Kirche                                         | Höfen Hauptstraße Karte                        | |         |                  | 358             |
| Pfarrkirche St. Michael                                        | Pfarrkirche St. Michael                                        | Höfen Hauptstraße 45 Karte                     | |         |                  | 360             |
| Wohnhaus undWindschutzhecke                                    | Wohnhaus und Windschutzhecke                                   | Höfen Hauptstraße 32 Karte                     | |         |                  | 38              |
| Gebäude                                                        | Gebäude                                                        | Höfen Hauptstraße 44 Karte                     | |         |                  | 389             |
| Hölzernes Kreuz mitGiebelüberdachung                           | Hölzernes Kreuz mit Giebelüberdachung                          | Höfen Hauptstraße 80 Karte                     | |         |                  | 327             |
| weitere Bilder                                                 | Gebäude                                                        | Höfen Hauptstraße 96 Karte                     | |         |                  | 45              |
| Gebäude                                                        | Gebäude                                                        | Höfen Hauptstraße 97 Karte                     | |         |                  |                 |
| weitere Bilder                                                 | Fachwerkhaus und Windschutzhecke                               | Höfen Hauptstraße 114 Karte                    | |         |                  | 14              |
| Wohnhaus und Windschutzhecke                                   | Wohnhaus und Windschutzhecke                                   | Höfen Hermesstraße 9 Karte                     | |         |                  | 324             |
| Gebäude                                                        | Gebäude                                                        | Höfen Hermesstraße 19 Karte                    | |         |                  | 351             |
| Holzkreuz „Im Sief“                                            | Holzkreuz „Im Sief“                                            | Höfen Im Sief vor Nr. 2 Karte                  | |         |                  | 359             |
| Gebäude                                                        | Gebäude                                                        | Höfen Im Sief 28 Karte                         | |         |                  | 43              |
| Wohnhaus und Windschutzhecke                                   | Wohnhaus und Windschutzhecke                                   | Höfen Kauferberg 21 Karte                      | |         |                  | 37              |
| Gebäude                                                        | Gebäude                                                        | Höfen Ochsenweide 1 Karte                      | |         |                  | 326             |
| Rotsandsteinkreuz                                              | Rotsandsteinkreuz                                              | Höfen Ecke Ochsenweide / Pferdebahn Karte      | |         |                  | 361             |
| Gebäude                                                        | Gebäude                                                        | Höfen Pferdebahn 28 Karte                      | |         |                  | 348             |
| Wegekreuz                                                      | Wegekreuz                                                      | Höfen Triftstraße 49a Karte                    | |         |                  | 298             |
| Wegekreuz, Standort im Straßenbankett, gegenüber Gassendresch  | Wegekreuz, Standort im Straßenbankett, gegenüber Gassendresch  | Höfen Triftstraße Karte                        | |         |                  | 299             |
| Wohnhaus undWindschutzhecke                                    | Wohnhaus und Windschutzhecke                                   | Höfen Triftstraße 7 Karte                      | |         |                  | 325             |
| Gebäude                                                        | Gebäude                                                        | Höfen Weiherstraße 4 Karte                     | |         |                  | 363             |
| Wohnhaus undWindschutzhecke                                    | Wohnhaus und Windschutzhecke                                   | Höfen Weiherstraße 12 Karte                    | |         |                  | 313             |
| Wohnhaus undWindschutzhecke                                    | Wohnhaus und Windschutzhecke                                   | Höfen Weiherstraße 16 Karte                    | |         |                  | 39              |
| Wohnhaus undWindschutzhecke                                    | Wohnhaus und Windschutzhecke                                   | Höfen Weiherstraße 17 Karte                    | |         |                  | 296             |
| Wohnhaus undWindschutzhecke                                    | Wohnhaus und Windschutzhecke                                   | Höfen Weiherstraße 34 Karte                    | |         |                  | 149             |
| Bunker der ehem. Westwallanlage                                | Bunker der ehem. Westwallanlage                                | Höfen Westlich von Höfen                       | Maschinengewehrstellung, überblickt die Straße K25 und ihre Brücke über den Perlenbach. Heute Ruine mit Holzbank und Tisch für Wanderer                                                    | 1938    |                  | 388             |
| Westwallbunker F 0034                                          | Westwallbunker F 0034                                          | Höfen Flur 16, Flurstück 23                    | |         |                  | 401             |
| Westwallbunker, Betonverstärkungen und Feldstellungen von 1944 | Westwallbunker, Betonverstärkungen und Feldstellungen von 1944 | Höfen Flur 16, Flurstücke 23, 59, 60, 105, 122 | |         |                  | 402             |
| 3 Westwallbunker, Feldstellungen von 1944                      | 3 Westwallbunker, Feldstellungen von 1944                      | Höfen Flur 16, Flurstücke 1, 84, 95, 87        | Bild zeigt den Grenzwachtbunker Eppertsweg (Flurstück 84) | 1944    |                  | 403             |
| 2 Westwallbunker                                               | 2 Westwallbunker                                               | Höfen Flur 7, Flurstück 180                    | Bunker vom Regelbautyp 105 (nördlicher Bunker) und 107 (südlicher Bunker, siehe Bild) mit der Nummer 121a. Letzterer ist eine Doppel-Maschinengewehrstellung, die mit 12 Mann besetzt war. | 1938    |                  | 404             |
| Westwallbunker F 0124                                          | Westwallbunker F 0124                                          | Höfen Flur 15, Flurstück 125                   | |         |                  | 405             |